# 유튜브 TV
유튜브 TV(영어: YouTube TV)는 미국의 인터넷 텔레비전 서비스이다. 구글의 자회사인 유튜브가 운영하고 있다. 2017년 2월 28일에 출시되었으며, 월드 시리즈 및 NBA 파이널의 현재 후원사이다.

## 같이 보기
- 훌루